# Дьяконов, Герман Сергеевич
Ге́рман Серге́евич Дья́конов (род. 11 ноября 1964, Казань, РСФСР СССР) — российский химик, доктор химических наук (1994), профессор. Ректор Казанского национального исследовательского технологического университета (2007—2017). Член-корреспондент Академии наук Республики Татарстан (2002).

## Биография
Герман Дьяконов родился 11 ноября 1964 года в Казани. В 1985 году окончил кафедру «машины и аппараты химических производств» механического факультета Казанского химико-технологического института им. С. М. Кирова (КХТИ). После окончания учёбы поступил в аспирантуру института, который окончил в 1987 году. В 1987—1996 годы работал ассистентом кафедры теоретических основ теплотехники, доцент, профессор кафедры химической кибернетики Казанского государственного технологического университета.
В 1988 году защитил диссертацию на соискание учёной степени кандидата технических наук на тему «Однофазный массоперенос в жидких смесях». В 1994 году защитил диссертацию на соискание учёной степени доктора химических наук на тему «Физико-химические основы применения жидких мембран в процессах разделения веществ».
С 1995 по 1996 год — директор инженерно-учебного центра вуза. В 1996 году назначен заведующим кафедрой процессов и аппаратов химической технологии КГТУ. С 2002 года член-корреспондент Академии наук Республики Татарстан. С 2002 по 2007 год работал проректором по научной работе, директором Института нефти и химии университета.
19 июля 2007 года избран ректором Казанского государственного технологического университета. 11 мая 2012 года в ходе конференции сотрудников вуза переизбран ректором. В 2017 году вновь баллотировался на пост ректора университета, однако 26 апреля 2017 года снял свою кандидатуру с выборов.

### Семья
Отец — Дьяконов Сергей Германович — доктор технических наук, профессор. Ректор Казанского государственного технологического университета (1988—2007). Академик Академии наук Республики Татарстан (с 1991 года).
Мать — Дьяконова Роза Рауфовна — кандидат технических наук.
Дедушка — Дьяконов Герман Константинович — доктор технических наук, профессор. Основатель кафедры «Теоретические основы теплотехники» Казанского химико-технологического института им. А. М. Бутлерова.
Бабушка — Дьяконова (Крылова) Нина Александровна — доктор ветеринарных наук, профессор. Заслуженный деятель науки ТАССР.

## Уголовное дело
14 августа 2017 года сотрудники управления экономической безопасности и противодействия коррупции МВД по Республике Татарстан задержали Германа Дьяконова по подозрению в хищении средств выделенных университету для закупок лабораторного оборудования и расходных материалов. В конце августа 2018 года выпустили из-под стражи, заменив меру пресечения на подписку о невыезде. 7 августа 2020 года Вахитовский районный суд Казани вынес приговор по делу о хищении средств бюджета и «Газпрома». Германа Дьяконова признали виновным в мошенничестве и назначили наказание в виде семи с половиной лет колонии общего режима.

## Научная деятельность
Круг научных интересов Германа Дьяконова — область физической химии и разработка теории основ химической технологии. В своих работах он разрабатывает теоретические методы описания массопереноса в двухфазных многокомпонентных системах, исследует взаимосвязанное явлений переноса и химического превращения. Так монография «Метод частичных функций распределения для расчета термодинамических свойств газов и жидкостей» посвящена рассмотрению основ метода частичных функций распределения и его современного состояния. В этой книге автор приводит алгоритмы решения интегральных уравнений для определения термодинамических свойств газов и жидкостей.
Результатом научных исследований является создание основ, разработка и промышленное применение новых технологий для газофазных и жидкофазных процессов в турбулентном режиме в химической и нефтехимической промышленности.

## Награды

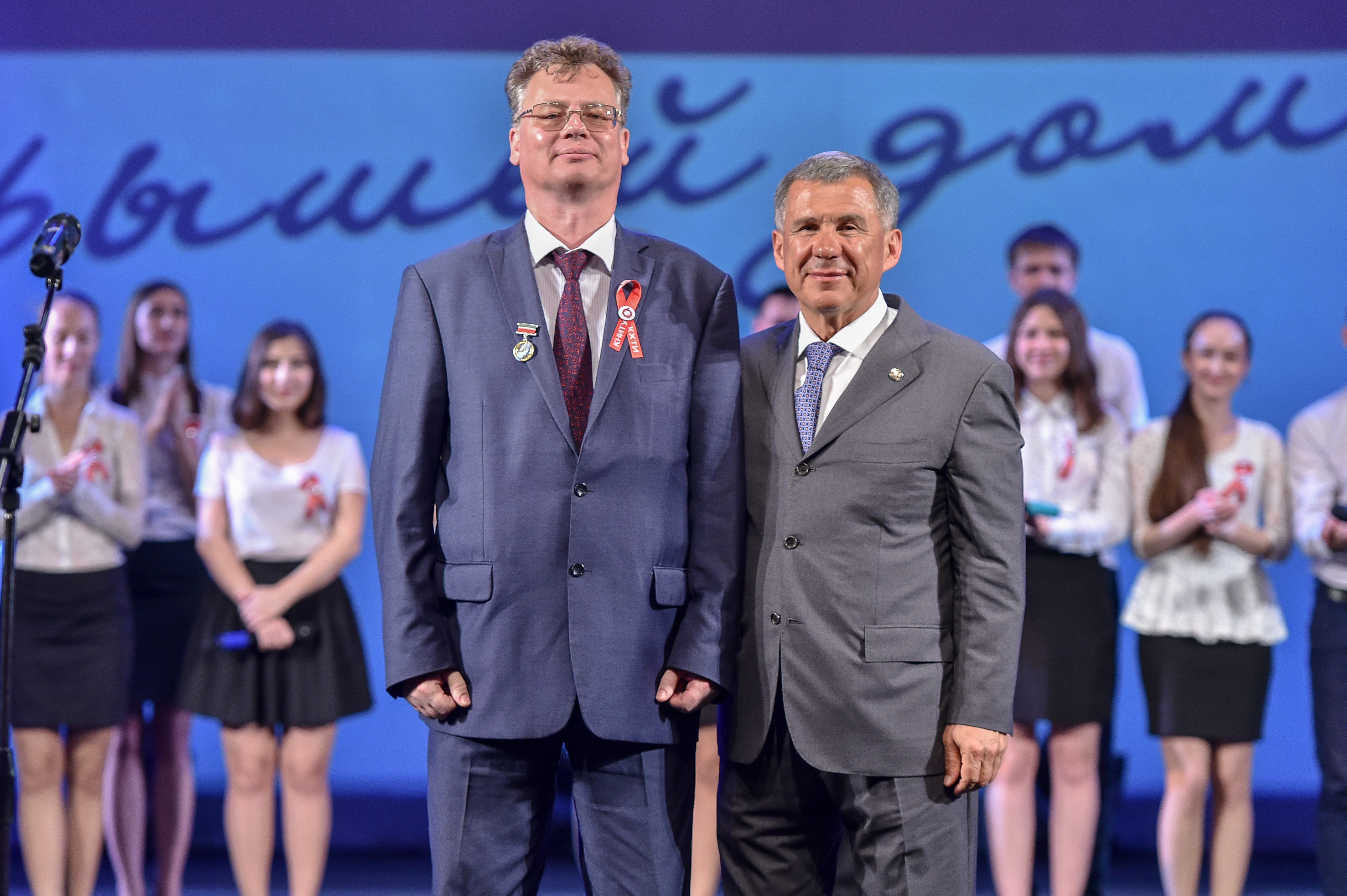
С Рустамом Миннихановым

- Медаль «В память 1000-летия Казани» (2005)
- Медаль Министерства обороны Российской Федерации (2009)
- Почётное звание «Заслуженный деятель науки Республики Татарстан» (2015)[12]
- Государственная премия Республики Татарстан в области науки и техники (2001) — за работу по разработке и освоению первого в России крупнотоннажного унифицированного производства этиленпропиленовых каучуков
- Премия правительства Российской Федерации в области науки и техники (2004) — за работу «Разработка и промышленное применение новых технологий быстрых химических процессов в турбулентном режиме»
- Премия Правительства Российской Федерации в области образования 2013 года (12 ноября 2013) — за научно-практическую разработку "Система иновационного инженерного образования: методология и технологии реализации"

## Книги и публикации
Герман Дьяконов автор более 200 научных работ, в том числе 5 монографий и 29 патентов.

### Монографии
- Моделирование взаимовлияющих процессов химического превращения и теплообмена при синтезе Каучука СКДК / аминова Г.А.Б., Мануйко Г. В., Дьяконов Г. С. // «Казанский гос. Технол. Ун-т». Казань, 2007.
- Метод частичных функций распределения для расчета термодинамических свойств газов и жидкостей / Клинов А. В., Дьяконов Г. С. // Монография / Казань, 2008.
- Подготовка инженера в реально-виртуальной среде опережающего обучения / Дьяконов Г. С., Жураковский В. М., Иванов В. Г., Кондратьев В. В., Кузнецов А. М., Нуриев Н. К. // Монография / Казань, 2009.
- FAst chemical reaction in turbulent flows: theory and practice / Deberdeev R.Ya., Berlin A.A., Dyakonov G.S., Zakharov V.P., Monakov Yu.B. // Shawbury, 2013.

### Учебники и учебные пособия
- Теоретические основы процессов химической технологии / Разинов А. И., Маминов О. В., Дьяконов Г. С. // Учеб. Пособие / федер. Агентство по образованию, гос. Образоват. Учреждение высш. Проф. Образования «Каз. Гос. Технол. Ун-т». Казань, 2005.
- Гидромеханические и теплообменные процессы и аппараты химической технологии / Разинов А. И., Маминов О. В., Дьяконов Г. С. // Казанский гос. технологический ун-т. Казань, 2007.

### Статьи
- Турбулентное смешение в малогабаритных трубчатых аппаратах химической технологии / Тахавутдинов Р. Г., Дьяконов Г. С., Дебердеев Р. Я., Минскер К. С. // Химическая промышленность. 2000. № 5. С. 41.
- Автомодельный режим течения потоков в трубчатых турбулентных аппаратах струйного типа / Минскер К. С., Берлин Ал. Ал., Тахавутдинов Р. Г., Дьяконов Г. С., Захаров В. П. // Доклады Академии наук. 2000. Т. 372. № 3. С. 347—350.
- Особенности инновационного инженерного образования / Дьяконов Г. С., Иванов В. Г., Кондратьев В. В. // Вестник Казанского технологического университета. 2010. № 12. С. 13-17.